# Hieronymus Prætorius
Pour les articles homonymes, voir Prætorius.
Hieronymus Prætorius (né le 10 août 1560 et mort le 27 janvier 1629) est un compositeur et organiste du nord du Saint-Empire qui se situe entre la fin de la Renaissance et le tout début du baroque. Il n'était pas parent avec Michael Prætorius, bien que la famille Prætorius eût beaucoup de musiciens distingués pendant les XVIe et XVIIe siècles.

## Biographie
Né à Hambourg, il y passa un long moment. Prætorius étudia l'orgue très tôt avec son père (Jacob Prætorius, également compositeur), après cela il partit à Cologne pour poursuivre ses études. En 1580, il devint organiste à Erfurt, mais y resta seulement deux ans avant de retourner à Hambourg en 1582. Il travailla ensuite avec son père comme organiste assistant à St. Jacobi, passant organiste principal en 1586, à la mort de celui-ci.
En 1596 il partit pour Gröningen où il rencontra Michael Prætorius et Hans Leo Hassler ; il fut vraisemblablement influencé par leur style, et à travers eux, par l'école vénitienne contemporaine de cette époque.
Il resta à Hambourg comme organiste à St. Jacobi jusqu'à sa mort.

## Musique et influence
Prætorius écrivit des messes, dix mises en musique du Magnificat, et de nombreux motets, la plupart en latin. La plus grande part de sa musique est considérée comme appartenant au style polychoral vénitien, qui utilise de nombreuses voix divisées en quelques groupes. Ces compositions sont les premières à être écrites en Allemagne du nord dans le style vénitien progressiste. Le chœur y varie de 8 à 20 voix réparties en deux, trois ou quatre groupes, et devait être constitué d'excellents musiciens, si l'on considère à la fois la quantité et la difficulté des musiques qu'il écrivit.